# Selat (Sukasada)
Selat is een bestuurslaag in het regentschap Buleleng van de provincie Bali, Indonesië. Selat telt 6948 inwoners (volkstelling 2010).